# Richelieu (1873)
Richelieu fue un acorazado de casco de madera con batería central construido para la Armada francesa a principios de la década de 1870. Debe su nombre al estadista del siglo XVII Cardenal de Richelieu. Fue el buque insignia de la Escuadra del Mediterráneo durante la mayor parte de su carrera. 
El Richelieu se incendió en Tolón en 1880 y fue hundido para evitar la explosión de sus polvorines. Fue rescatado y, tras ser reparado, reanudó su función de buque insignia. En 1886, sin embargo, el buque pasó a la reserva y fue finalmente retirado en 1901. En 1911, mientras era remolcado a los astilleros de Ámsterdam, el Richelieu se vio sorprendido por una tormenta en el Golfo de Vizcaya y tuvo que soltarse del remolcador. No obstante, el buque sobrevivió a la tormenta y fue recuperado cerca de las islas Scilly, desde donde fue remolcado a su destino final.

## Historial de servicio

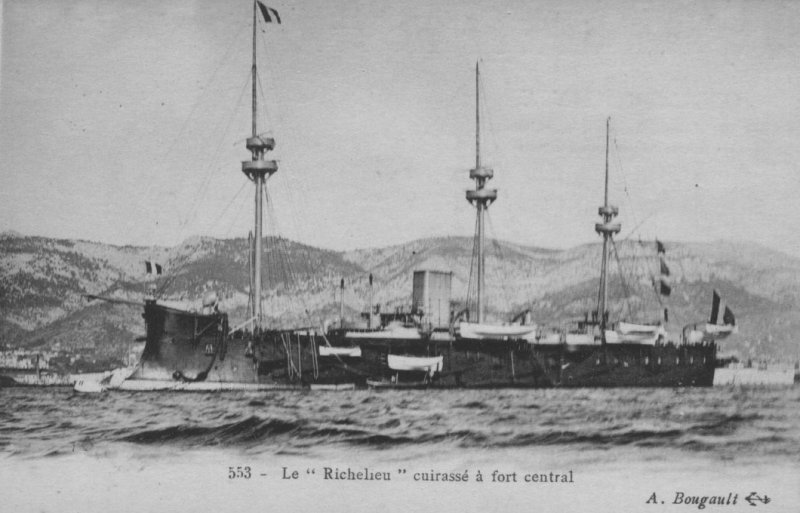
Acorazado francés Richelieu

El 29 de diciembre de 1880, en el puerto de Tolón, el Richelieu se incendió y tuvo que ser hundido para evitar la explosión de sus polvorines. El buque volcó a babor en 10,75 metros de agua y quedó apoyado sobre sus barbetas casi en un ángulo de 90°. Para salvarlo, se retiraron todos los cañones, municiones, mástiles, blindajes y cubiertas móviles accesibles y se colocó el peso equivalente en las bodegas del buque para bajar su centro de gravedad. Se trasladó un cascarón a babor y se conectaron cables al Sibylle al otro lado del Richelieu. 360 barriles vacíos y 34 metros cúbicos de corcho se fijaron a estribor para evitar que el barco se desplazara demasiado hacia el otro lado. Tras hora y media de izado, el Richelieu se enderezó hasta un ángulo de 45°; un esfuerzo posterior completó el trabajo.
El Richelieu fue reparado y volvió al servicio como buque insignia de la Escuadra del Mediterráneo el 8 de octubre de 1881, donde permaneció hasta 1886.  La escuadra realizó visitas a puerto en Tánger y Lisboa en 1884 antes de navegar a Brest y Cherburgo para realizar ejercicios.  En 1885 el Richelieu probó las redes antitorpedos Bullivant, pero redujeron su velocidad a un máximo de 4 nudos (7,4 km/h; 4,6 mph) y como resultado no se consideraron un éxito. El buque volvió a la reserva en 1886 y se convirtió en el buque insignia de la Escuadra de Reserva el 8 de septiembre de 1892, que, a pesar de su nombre, estaba formada por buques en comisión. La escuadra realizó ejercicios de junio a agosto de 1892 en aguas francesas. El Richelieu fue dado de baja el 5 de marzo de 1900, pero no fue vendido inmediatamente. Tras ser vendido a desguazadores holandeses, el Richelieu zarpó de Tolón el 28 de enero de 1911. Estaba siendo remolcado en el Golfo de Vizcaya, habiendo abandonado el Mediterráneo por primera vez en su existencia, cuando una tormenta hizo que el remolcador lo soltara. El buque permaneció a flote, sin embargo, y posteriormente fue recuperado cerca de las Islas Scilly, o a la deriva sobre las rocas en las Islas Scilly, y remolcado a Amsterdam donde fue desguazado.